# Tommy Price

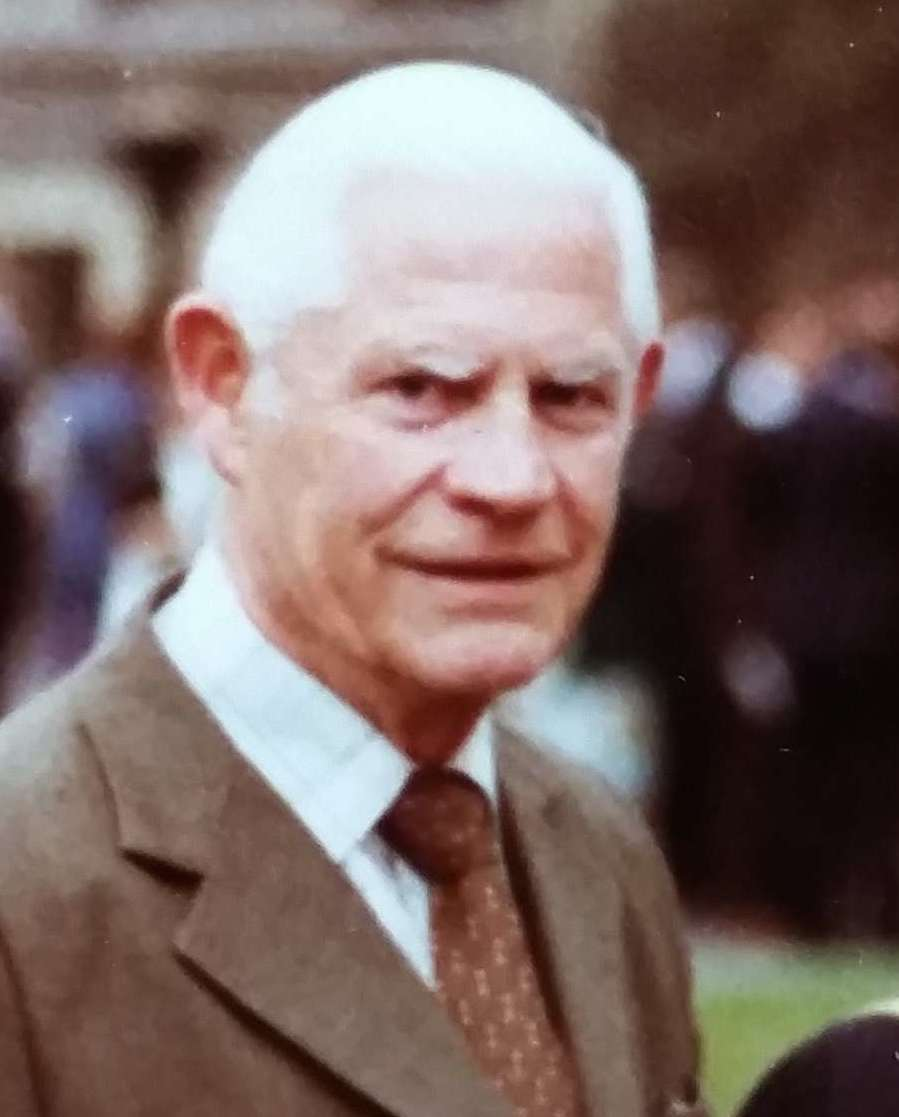
Tommy Price

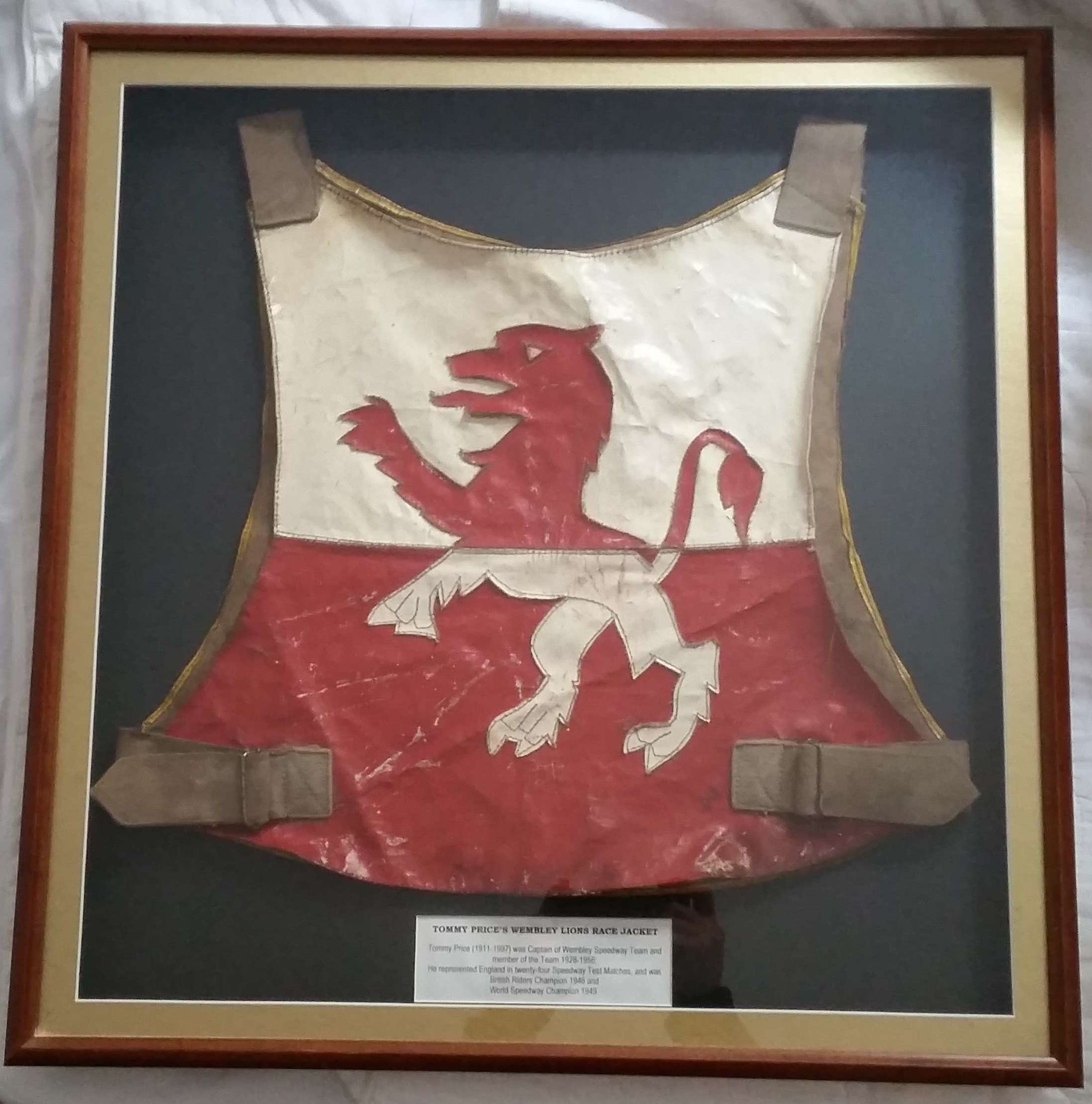
Tommy Prices Race Jacket der Wembley Lions

Thomas „Tommy“ Price (* 2. Dezember 1911 in Cambridge; † 26. Dezember 1997 in Perth) war ein englischer Speedwayfahrer. Er wurde 1949 erster Speedway-Einzel-Weltmeister nach dem Zweiten Weltkrieg.

## Werdegang
Price startete in den 1930er-Jahren in der britischen Profiliga und war bis in die 1950er-Jahre aktiv. Er nahm insgesamt viermal am World Final der Speedway-Einzel-Weltmeisterschaft teil.
Nach seinem Rückzug vom aktiven Sport eröffnete Price eine Werkstatt in Wembley im Norden Londons, in der er Spezialteile für Motorräder herstellte. Diese wären für größere Unternehmen oft nicht rentabel gewesen und Tommy wurde von vielen Fahrern der damaligen Zeit als Retter angesehen.
Der britische Speedwaysport geriet Ende der Saison 1963 in einer Krise, als die Southampton Saints ihr Engagement beendet hatten und damit nur noch sechs Teams in der National League präsent waren. Als Folge wurden die West Ham Hammers nach neun Jahren reaktiviert, wobei Tommy Price als Förderer und Teammanager aktiv war. Price blieb bis Ende der Saison 1965 in dieser Funktion und gewann 1965 mit West Ham das Triple aus britischer Liga, KO Cup und des London Cup gewann.
Nach seiner Pensionierung zog Price mit seiner Frau Margaret nach Perth, Australien. Er starb dort am 26. Dezember 1997 im Alter von 86 Jahren.

## Erfolge

### Einzel
- Weltmeister 1949

### Team
- National-League-Meister 1946, 1947, 1949, 1950, 1951, 1952, 1953